# Slađana Perunović
Slađana Perunović (ur. 26 marca 1984) – czarnogórska lekkoatletka specjalizująca się w biegach długich oraz średnich.
W 2007 zajęła siódme miejsce w biegu na 3000 metrów na mistrzostwach Bałkanów, a w 2008 i 2009 startowała w finałach mistrzostw krajów bałkańskich w hali i na stadionie. Podczas uniwersjady w 2009 dotarła do półfinału biegu na 800 metrów oraz odpadała w eliminacjach biegu na 1500 metrów. Reprezentowała Czarnogórę na mistrzostwach świata w Berlinie (2009) kończąc udział w imprezie na eliminacjach. W 2010 nie ukończyła biegu maratońskiego podczas czempionatu Europy, a w kolejnym sezonie zdobyła na tym samym dystansie złoto mistrzostw krajów bałkańskich poprawiając własny rekord Czarnogóry, który ustanowiła w 2009 w Podgoricy. Dwukrotnie stawała na podium igrzysk małych państw Europy w Schaan (2011). Halowa wicemistrzyni krajów bałkańskich z 2012 w biegu na 3000 metrów. W 2012 uczestniczyła w biegu maratońskim na igrzyskach olimpijskich w Londynie oraz została mistrzynią krajów bałkańskich w półmaratonie.
Medalistka mistrzostw kraju i uczestniczka zawodów pucharu Europy oraz drużynowego czempionatu Starego Kontynentu.

## Osiągnięcia

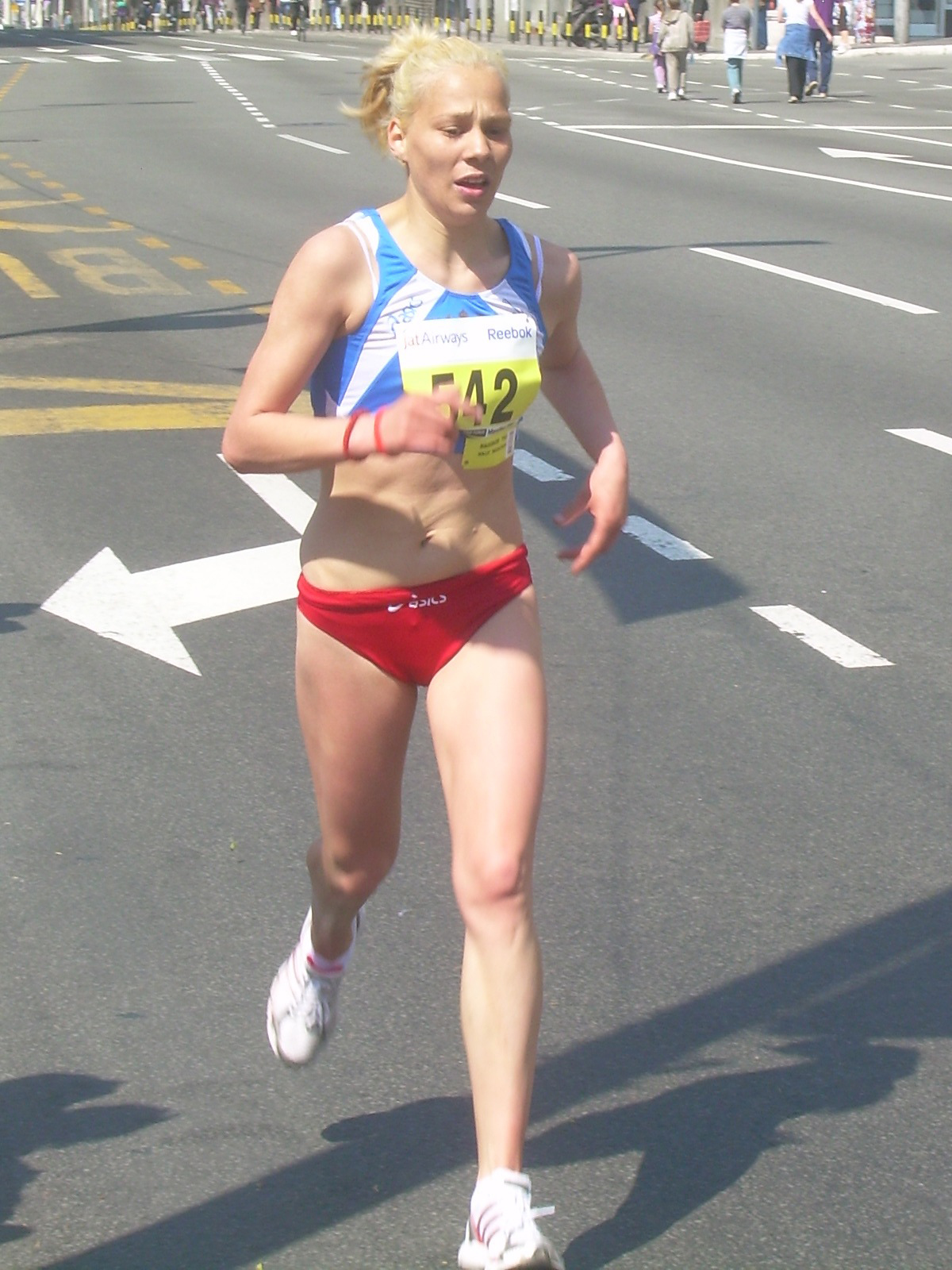
Biegaczka podczas maratonu w Belgradzie w 2010

| Rok  | Impreza                                               | Miejsce          | Pozycja                       | Konkurencja | Wynik    |
| ---- | ----------------------------------------------------- | ---------------- | ----------------------------- | ----------- | -------- |
| 2007 | II liga pucharu Europy                                | Zenica           | bieg na 3000 m                | 5. miejsce  | 10:24,16 |
| 2007 | II liga pucharu Europy                                | Zenica           | bieg na 5000 m                | 8. miejsce  | 17:50,46 |
| 2007 | Mistrzostwa krajów bałkańskich                        | Sofia            | bieg na 3000 m                | 7. miejsce  | 10:22,06 |
| 2008 | Halowe mistrzostwa krajów bałkańskich                 | Ateny            | bieg na 1500 m                | 4. miejsce  | 4:38:27  |
| 2008 | II liga pucharu Europy                                | Bańska Bystrzyca | bieg na 3000 m                | 4. miejsce  | 9:53,15  |
| 2008 | II liga pucharu Europy                                | Bańska Bystrzyca | bieg na 5000 m                | 6. miejsce  | 9:53,15  |
| 2008 | Mistrzostwa krajów bałkańskich                        | Árgos Orestikó   | bieg na 1500 m                | 7. miejsce  | 4:38,51  |
| 2009 | Halowe mistrzostwa krajów bałkańskich                 | Pireus           | bieg na 3000 m                | 4. miejsce  | 9:52,94  |
| 2009 | III liga drużynowych mistrzostw Europy                | Sarajewo         | bieg na 1500 m                | 4. miejsce  | 4:32,68  |
| 2009 | III liga drużynowych mistrzostw Europy                | Sarajewo         | bieg na 3000 m z przeszkodami | 6. miejsce  | 11:23,81 |
| 2009 | Uniwersjada                                           | Belgrad          | bieg na 800 m                 | półfinał    | 2:12,55  |
| 2009 | Uniwersjada                                           | Belgrad          | bieg na 1500 m                | eliminacje  | 4:27,33  |
| 2009 | Mistrzostwa świata                                    | Berlin           | bieg na 1500 m                | eliminacje  | 4:28,67  |
| 2010 | III liga drużynowych mistrzostw Europy                | Marsa            | bieg na 3000 m                | 4. miejsce  | 9:54,76  |
| 2010 | III liga drużynowych mistrzostw Europy                | Marsa            | bieg na 5000 m                | 5. miejsce  | 17:05,49 |
| 2010 | Mistrzostwa Europy                                    | Barcelona        | bieg maratoński               | –           | DNF      |
| 2011 | Mistrzostwa krajów bałkańskich w maratonie            | Skopje           | bieg maratoński               | 1. miejsce  | 2:53:15  |
| 2011 | Igrzyska małych państw Europy                         | Schaan           | bieg na 5000 m                | 1. miejsce  | 17:39,70 |
| 2011 | Igrzyska małych państw Europy                         | Schaan           | bieg na 10 000 m              | 1. miejsce  | 36:00,48 |
| 2011 | III liga drużynowych mistrzostw Europy                | Reykjavík        | bieg na 3000 m                | 1. miejsce  | 9:34,24  |
| 2011 | III liga drużynowych mistrzostw Europy                | Reykjavík        | bieg na 5000 m                | 2. miejsce  | 16:25,21 |
| 2011 | Mistrzostwa krajów bałkańskich                        | Sliwen           | bieg na 3000 m                | 4. miejsce  | 9:34,62  |
| 2011 | Uniwersjada                                           | Shenzhen         | półmaraton                    | 13. miejsce | 82:16    |
| 2012 | Halowe mistrzostwa krajów bałkańskich                 | Stambuł          | bieg na 3000 m                | 2. miejsce  | 9:32,60  |
| 2012 | Igrzyska olimpijskie                                  | Londyn           | bieg maratoński               | 77. miejsce | 2:39:07  |
| 2012 | Mistrzostwa krajów bałkańskich w półmaratonie         | Kawarna          | półmaraton                    | 1. miejsce  | 82:41    |
| 2013 | Halowe mistrzostwa krajów bałkańskich                 | Stambuł          | bieg na 1500 m                | 6. miejsce  | 4:28,85  |
| 2013 | Igrzyska małych państw Europy                         | Luksemburg       | bieg na 10 000 m              | 1. miejsce  | 35:21,21 |
| 2013 | Igrzyska małych państw Europy                         | Luksemburg       | bieg na 5000 m                | 1. miejsce  | 16:53,20 |
| 2013 | Mistrzostwa krajów bałkańskich                        | Stara Zagora     | bieg na 3000 m                | 3. miejsce  | 9:24,69  |
| 2013 | Mistrzostwa świata                                    | Moskwa           | bieg maratoński               | –           | DNF      |
| 2014 | Halowe mistrzostwa krajów bałkańskich                 | Stambuł          | bieg na 3000 m                | 5. miejsce  | 9:30,60  |
| 2014 | III liga drużynowych mistrzostw Europy                | Tbilisi          | bieg na 3000 m                | 2. miejsce  | 9:48,5h  |
| 2014 | III liga drużynowych mistrzostw Europy                | Tbilisi          | bieg na 5000 m                | 2. miejsce  | 17:07,71 |
| 2014 | Mistrzostwa krajów bałkańskich w półmaratonie         | Durrës           | półmaraton                    | 1. miejsce  | 75:27    |
| 2015 | Halowe mistrzostwa krajów bałkańskich                 | Stambuł          | bieg na 3000 m                | 6. miejsce  | 9:56,71  |
| 2015 | Igrzyska małych państw Europy                         | Reykjavík        | bieg na 10 000 m              | 1. miejsce  | 36:58,48 |
| 2015 | Igrzyska małych państw Europy                         | Reykjavík        | bieg na 5000 m                | 1. miejsce  | 16:53,78 |
| 2015 | III liga drużynowych mistrzostw Europy                | Baku             | bieg na 3000 m                | 6. miejsce  | 9:58,75  |
| 2015 | III liga drużynowych mistrzostw Europy                | Baku             | bieg na 5000 m                | 7. miejsce  | 17:43,40 |
| 2015 | III liga drużynowych mistrzostw Europy                | Baku             | sztafeta 4 × 400 m            | 12. miejsce | 4:23,80  |
| 2015 | Mistrzostwa krajów bałkańskich                        | Pitești          | bieg na 5000 m                | 5. miejsce  | 17:30,22 |
| 2016 | Igrzyska olimpijskie                                  | Rio de Janeiro   | bieg maratoński               | –           | DNF      |
| 2017 | Igrzyska małych państw Europy                         | San Marino       | bieg na 10 000 m              | 3. miejsce  | 38:00,10 |
| 2017 | Igrzyska małych państw Europy                         | San Marino       | bieg na 5000 m                | 1. miejsce  | 17:04,19 |
| 2017 | III liga drużynowych mistrzostw Europy                | Marsa            | bieg na 3000 m                | 1. miejsce  | 9:46,64  |
| 2017 | III liga drużynowych mistrzostw Europy                | Marsa            | bieg na 5000 m                | 1. miejsce  | 17:12,40 |
| 2017 | III liga drużynowych mistrzostw Europy                | Marsa            | sztafeta 4 × 400 m            | 4. miejsce  | 4:03,76  |
| 2017 | Mistrzostwa krajów bałkańskich                        | Novi Pazar       | bieg na 3000 m z przeszkodami | 3. miejsce  | 11:02,41 |
| 2017 | Mistrzostwa krajów bałkańskich                        | Novi Pazar       | bieg na 3000 m                | 3. miejsce  | 9:58,20  |
| 2018 | Igrzyska śródziemnomorskie                            | Tarragona        | półmaraton                    | –           | DNF      |
| 2019 | Igrzyska małych państw Europy                         | Bar              | bieg na 5000 m                | 7. miejsce  | 17:31,13 |
| 2019 | Igrzyska małych państw Europy                         | Bar              | bieg na 10 000 m              | 3. miejsce  | 36:23,62 |
| 2019 | III liga drużynowych mistrzostw Europy                | Skopje           | bieg na 3000 m                | 4. miejsce  | 10:20,66 |
| 2019 | III liga drużynowych mistrzostw Europy                | Skopje           | bieg na 3000 m z przeszkodami | 5. miejsce  | 11:54,23 |
| 2019 | III liga drużynowych mistrzostw Europy                | Skopje           | bieg na 5000 m                | 5. miejsce  | 17:56,07 |
| 2019 | III liga drużynowych mistrzostw Europy                | Skopje           | sztafeta 4 × 400 m            | 8. miejsce  | 4:18,31  |
| 2019 | Mistrzostwa krajów bałkańskich w biegach przełajowych | Berane           | bieg seniorek                 | 12. miejsce | 32:52    |
| 2021 | III liga drużynowych mistrzostw Europy                | Limassol         | bieg na 1500 m                | 11. miejsce | 5:24,47  |
| 2023 | III dywizja drużynowych mistrzostw Europy             | Chorzów          | bieg na 5000 m                | 10. miejsce | 18:57,51 |
| 2023 | III dywizja drużynowych mistrzostw Europy             | Chorzów          | bieg na 800 m                 | 8. miejsce  | 2:26,14  |
| 2023 | III dywizja drużynowych mistrzostw Europy             | Chorzów          | bieg na 1500 m                | 10. miejsce | 4:50,62  |
| 2024 | Mistrzostwa świata w biegach przełajowych             | Belgrad          | bieg seniorek                 | 79. miejsce | 43:53    |

## Rekordy życiowe
- bieg na 800 metrów – 2:10,34 (11 lipca 2012, Berane) rekord Czarnogóry
- bieg na 1000 metrów – 2:48,94 (11 września 2012, Bar)
- bieg na 1500 metrów – 4:23,73 (7 czerwca 2014, Bar) rekord Czarnogóry
- bieg na 3000 metrów – 9:24,69 (27 lipca 2013, Stara Zagora) rekord Czarnogóry
- bieg na 5000 metrów – 16:25,91 (19 czerwca 2011, Reykjavík) rekord Czarnogóry
- bieg na 10 000 metrów – 34:57,0 (13 kwietnia 2014, Bar) rekord Czarnogóry
- półmaraton – 1:12:29 (18 września 2011, Sarajewo)
- bieg maratoński – 2:39:07 (5 sierpnia 2012, Londyn) rekord Czarnogóry
- bieg na 3000 metrów z przeszkodami – 10:40,1 (9 czerwca 2013, Bar) rekord Czarnogóry